# Alejandro Moral Anton
Alejandro Moral Anton (ur. 1 czerwca 1955 w La Vid) – hiszpański duchowny rzymskokatolicki, augustianin, od 2013 przeor generalny Zakonu św. Augustyna.

## Życiorys
Do nowicjatu wstąpił w 1972 roku. W 1973 złożył pierwsze śluby zakonne. Święcenia kapłańskie przyjął 20 czerwca 1981. Od 1995 był prowincjałem w Hiszpanii, a od 2004 prokuratorem generalnym zakonu. 4 września 2013 został wybrany przez Kapitułę generalną na generała zakonu augustianów.